# محمد صائم تكلي أوغلو
محمد صائم تَكَلي أوغلو (بالتركية: Mehmet Sayım Tekelioğlu)‏, (ولد: 22 أكتوبر 1950, في قيصرية, تركيا) سياسي تركي. ونائب سابق في البرلمان التركي لأكثر من دورة ممثلا عن حزب العدالة والتنمية.